# Shen Dao
Shen Dao (chinesisch 慎到, Pinyin Shèn Dào) war ein chinesischer Philosoph aus der Zeit der Streitenden Reiche. Er war Mitglied der Jixia-Akademie (chinesisch 稷下學宮, Pinyin Jìxià xúegōng) im alten Staat Qi, dem geistigen Zentrum der damaligen chinesischen Welt.